# Propornik
Propornik – chorąży piechoty w armii polskiej w XV – XVI wieku. Także dowódca proporca w polskiej piechocie XV – XVI wieku.